# Maligrad
Maligrad (alb. Maligrad, također alb. Qytet i Vogël – mali grad; mak. Мал Град – mali grad) je otok smješten duboko u albanskom dijelu Prespanskog jezera, s mnogo špilja pogodnih za divlje životinje, okružen liticama. Ima oblik punoglavca, a sadrži nekoliko stabala i pješčano područje. 

## Crkva
Na otoku se nalazi poznata crkva sv. Marije koju je sagradio lokalni plemić Kesar Novak (alb. Qesar Novaku) 1369. Prostire se na površini od gotovo 5 hektara.

## Vanjske poveznice
|  | Zajednički poslužitelj ima još gradiva o temi Maligrad |